# 김민성 (봅슬레이 선수)
김민성(1994년 12월 3일~)은 대한민국의 봅슬레이 선수이다. 2018년 동계 올림픽의 여자 2인승 종목에 참가했다.